# أولاد أحمد (أولاد عبو أولاد احميدة2)
أولاد أحمد هو دُوَّار يقع بجماعة دار بوعزة، إقليم النواصر، جهة الدار البيضاء سطات في المملكة المغربية. ينتمي الدوّار لمشيخة أولاد عبو أولاد احميدة2 التي تضم دوارين. يقدر عدد سكانه بـ 12168 نسمة حسب الإحصاء الرسمي للسكان والسكنى لسنة 2004.

## روابط خارجية
- البوابة الوطنية للجماعات الترابية
- المندوبية السامية للتخطيط